# Bila Krynyzja (Riwne)
Bila Krynyzja (ukrainisch Біла Криниця; russisch Белая Криница Belaja Kriniza, polnisch Biała Krynica, Helesin) ist ein Dorf in der Westukraine mit etwa 2400 Einwohnern.
Die Ortschaft liegt etwa 11 Kilometer östlich der Oblasthauptstadt Riwne an der Autobahn M 06 nach Schytomyr.

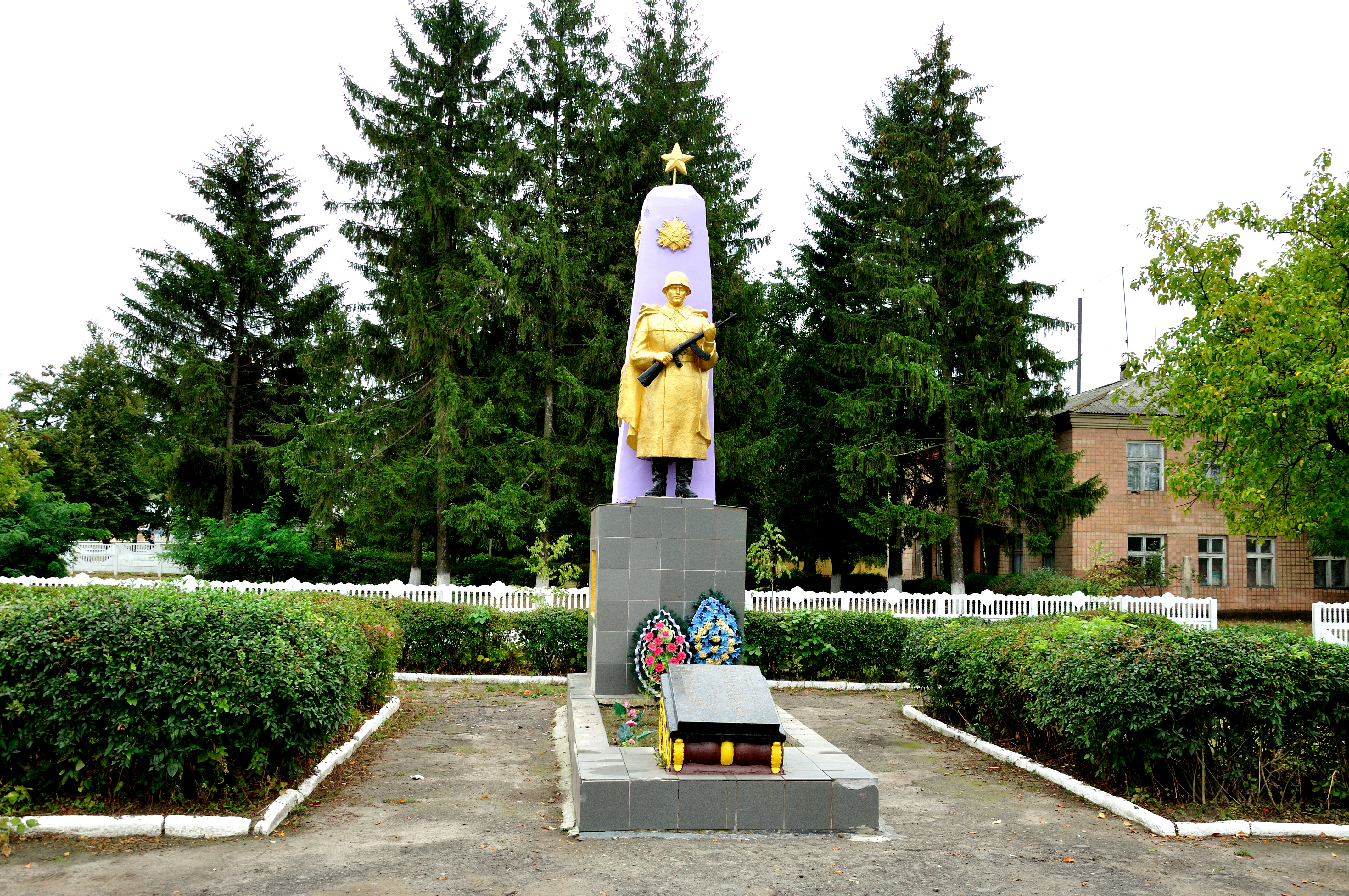
Kriegerdenkmal im Ort

## Geschichte
Der Ort wird 1572 zum ersten Mal schriftlich erwähnt und gehörte dann bis 1793 in der Woiwodschaft Wolhynien zur Adelsrepublik Polen-Litauen. Mit den Teilungen Polens fiel der Ort an das spätere Russische Reich und lag bis zum Ende des Ersten Weltkriegs im Gouvernement Wolhynien.
Nach dem Ersten Weltkrieg kam der Ort unter dem Namen Helesin zu Polen (in die Woiwodschaft Wolhynien, Powiat Równe, Gmina Równe), im Zweiten Weltkrieg wurde er zwischen 1939 und 1941 von der Sowjetunion besetzt. Nach dem Überfall auf die Sowjetunion im Juni 1941 wurde er dann bis 1944 von Deutschland besetzt, dies gliederte den Ort in das Reichskommissariat Ukraine in den Generalbezirk Brest-Litowsk/Wolhynien-Podolien, Kreisgebiet Rowno.
Nach dem Krieg wurde der Ort der Sowjetunion zugeschlagen. Dort kam das Dorf zur Ukrainischen SSR und seit 1991 ist sie ein Teil der heutigen Ukraine.

## Verwaltungsgliederung
Am 12. Juni 2020 wurde das Dorf zum Zentrum der neugegründeten Landgemeinde Bila Krynyzja (Білокриницька сільська громада Bilokrynyzka silska hromada). Zu dieser zählen noch die 10 in der untenstehenden Tabelle aufgelistetenen Dörfer, bis dahin bildete es zusammen mit den Dörfern Antopil und Hlynky die Landratsgemeinde Bila Krynyzja (Білокриницька сільська рада/Bilokrynyzka silska rada) im Osten des Rajons Riwne.
Folgende Orte sind neben dem Hauptort Bila Krynyzja Teil der Gemeinde:
| Name                     | Name              | Name                                 | Name                    | Name |
| ukrainisch transkribiert | ukrainisch        | russisch                             | polnisch                |      |
| ------------------------ | ----------------- | ------------------------------------ | ----------------------- | ---- |
| Antopil                  | Антопіль          | Антополь (Antopol)                   | Antopol                 |      |
| Duby                     | Дуби              | Дубы                                 | Hallerowo               |      |
| Hlynky                   | Глинки            | Глинки (Glinki)                      | Glinki                  |      |
| Horodyschtsche           | Городище          | Городище (Gorodischtsche)            | Horodyszcze             |      |
| Horynhrad Druhyj         | Гориньград Другий | Горыньград Второй (Goryngrad Wtoroi) | Horyńgródzki Leśny Dwór |      |
| Horynhrad Perschyj       | Гориньград Перший | Горыньград Первый (Goryngrad Perwy)  | Horyńgród               |      |
| Kotiw                    | Котів             | Котов (Kotow)                        | Kotów                   |      |
| Kruhle                   | Кругле            | Круглое (Krugloje)                   | Kruhłe, Krugłoje        |      |
| Ryswjanka                | Рисв'янка         | Рысвянка                             | Ryświanka               |      |
| Schubkiw                 | Шубків            | Шубков (Schubkow)                    | Szubków                 |      |